# Общественное здание по улице Кирова, 2
Общественное здание по улице Кирова, 2 — дом, построенный на рубеже XIX-XX веков, расположенный по адресу город Екатеринбург, улица Кирова, дом 2. В настоящее время в нём располагается Верх-Исетский районный суд города Екатеринбурга.

## Архитектура
Кирпичное двухэтажное здание стоит отдельно от застройки квартала, в связи с чем здание имеет круговой обход с равнозначными фасадами. Здание по форме относится к эклектике. Прямоугольный в плане, с симметричными фасадами и одинаковым декором. Этажи с высокими прямоугольными окнами в рамочных наличниках выделены карнизами большого выноса. Главный западный одиннадцатиосный фасад с центральным ризалитом имеет вход с козырьком и крыльцо в три ступени. Над входом во втором этаже расположено окно, типичное для зданий учебного типа, а также здание имеет возвышение с двумя массивными тумбами над ризалитом. Декор фасадов имеет мотив руста в отделке ризалитов и углов дома, плоские пилястры в ризалитах, лепные консоли, поддерживающие вынос карниза. На каждом этаже имеются длинные коридоры с крупными помещениями. Этажи соединены лестницей и размещены в вестибюле со стороны главного входа.
Постановлением Правительства Свердловской области № 859-ПП от 28.12.2001 года здание было поставлено на государственную охрану как памятник градостроительства и архитектуры регионального значения.
По состоянию на 2018 год в здании располагается Верх-Исетский районный суд города Екатеринбурга, в территориальной подсудности которого находится Верх-Исетский район.